# SC Freamunde
Der Sport Clube Freamunde ist ein Fußballverein aus der portugiesischen Gemeinde Freamunde in dem Kreis Paços de Ferreira. Seine Heimspiele finden im Campo SC Freamunde statt.

## Geschichte
Die Geschichte des Vereins begann damit, dass Kardinal Antonio Filipe eine Gruppe von Kindern beim Fußballspiel beobachtete und sich entschloss, einen Verein zu gründen. Ein anderer Kleriker, Pater Castro, leitete die sportlichen Belange des am 19. März 1933 unter dem Namen Freamunde Sport Club gegründeten Klubs. Den Namen trug er bis zur Saison 1945/46. Der Verein trug seine Spiele auf dem Campo do Carvalhal aus, einem Platz, der Castro gehörte. 1990 erhielt der Verein ein neues Stadion, in dem er heute seine Spiele austrägt. 2004 wurde ein zweiter Platz eröffnet und zum 75-jährigen Jubiläum ein Fanshop.
1999 erreichte der Verein die zweite Leistungsstufe, nachdem er zwei Mal in Folge Meister der darunterliegenden Ligen wurde. 2001 stieg der Verein jedoch wieder ab und erreichte erst wieder in der Saison 2007/08 die 2. portugiesische Liga, die Liga de Honra (Ehrenliga). Dem Abstieg 2013 folgte ein sofortiger Wiederaufstieg 2014. Nach der Saison 2016/17 stieg man wieder in die Drittklassigkeit ab.

## Erfolge
Meister der
- 4. Division: 1997/98
- 3. Division: 1998/99, 2006/07

## Spieler
- Vitorino Antunes
- Pedro Barbosa
- José Bosingwa
- César
- Dany
- André-Joël Eboué
- Ricardo Fernandes
- Pascal Kondaponi
- André Leão
- Mangualde
- André Marques
- Milton
- Murta
- Jean-Renaud Nemouthé
- Alain N’Kong
- Orlando
- Santana
- Ricardo Silva
- Paulo Sousa
- Pedro Taborda
- Uwe Wolf (2000–2001)

## Titel und Erfolge
- Terceira Divisão Portuguesa: 1998
- Segunda Divisão Portuguesa: 1999, 2007